# Remaneica
Remaneica es un género de foraminífero bentónico de la subfamilia Remaneicinae, de la familia Remaneicidae, de la superfamilia Trochamminoidea, del suborden Trochamminina, y del orden Trochamminida. Su especie tipo es Remaneica helgolandica. Su rango cronoestratigráfico abarca el Holoceno.

## Discusión
Clasificaciones previas incluían Remaneica en el suborden Textulariina del orden Textulariida. Otras clasificaciones lo han incluido en el orden Lituolida.

## Clasificación
Remaneica incluye a las siguientes especies:
- Remaneica anglica
- Remaneica anivaensis
- Remaneica helgolandica
- Remaneica kelletae
- Remaneica plicata
- Remaneica puertoricensis

Otra especie considerada en Remaneica es:
- Remaneica gonzalezi, aceptado como Septotrochammina gonzalezi